# William Wood (friidrottare)
William Wood, född 6 februari 1881, död 13 januari 1940, var en friidrottare från Kanada. Han deltog vid olympiska sommarspelen 1908.